# Pompa freno

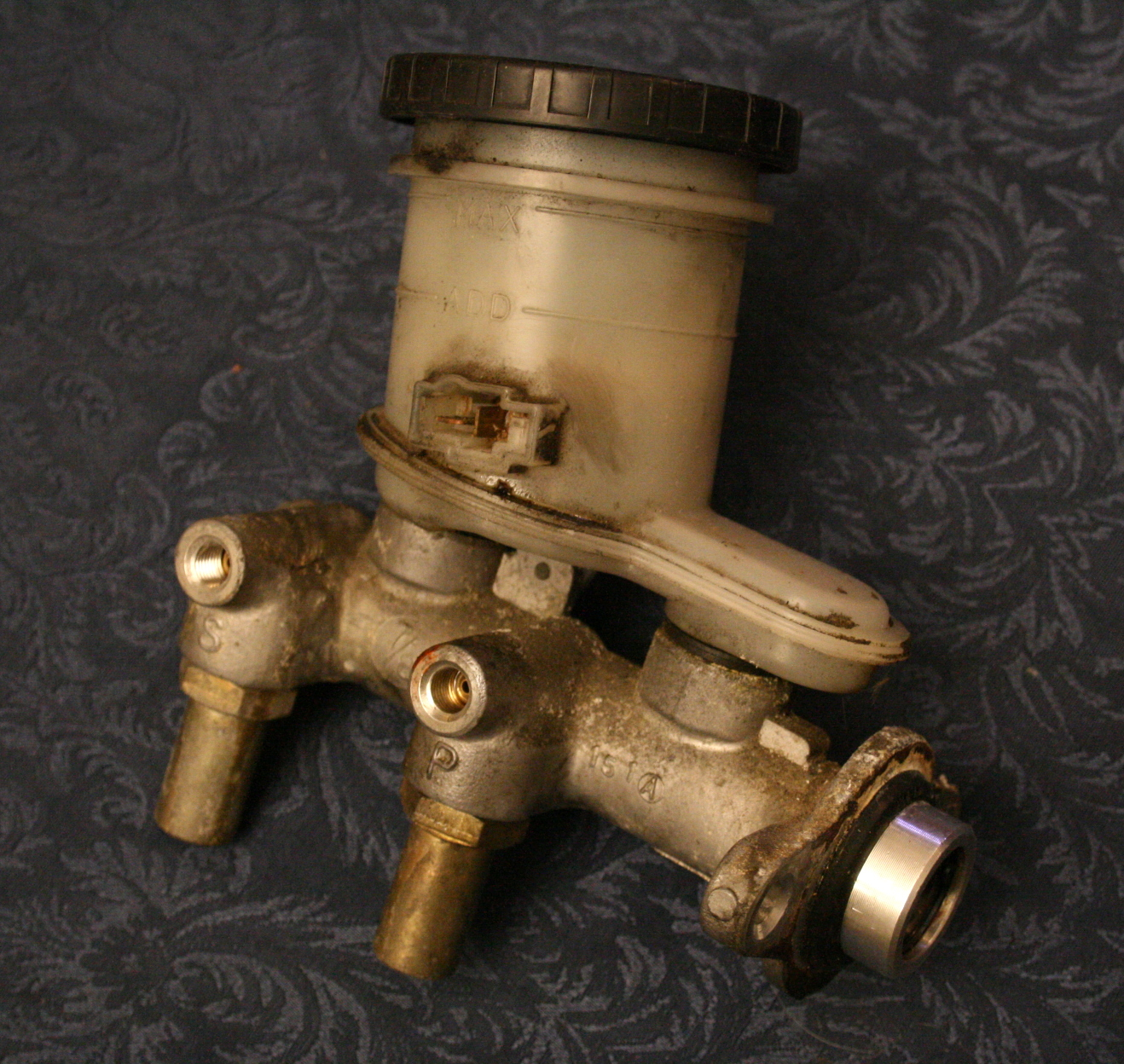
Pompa freno d'automobile

La pompa freno è l'elemento che trasferisce il liquido freno dal serbatoio del liquido alla pinza o altro organo, in modo da poter azionare i pistoncini e premere le pastiglie contro il disco o i ceppi del tamburo contro lo stesso o altri sistemi.

Per poter azionare tale pompa si utilizza una leva del freno o il pedale del freno, la quale è snodata sulla pompa stessa, in modo da evitare problemi di centraggio del perno della leva sulla pompa stessa.

## Descrizione

Schema di una pompa freno automobilistica con suddivisione della frenata in anteriore e posteriore

Questi dispositivi sono caratterizzati da un involucro esterno, che oltre a definirne il corpo e alcune caratteristiche, corrisponde anche al cilindro della stessa, infatti al suo interno si hanno un pistoncino, che generalmente lavora assieme a una membrana per poter garantire la permeabilità e una molla per garantirne il ritorno a riposo.
Il cilindro è costituito da minimo due fori, uno di uscita che serve ad inviare il liquido freni ed azionare la frenata, generalmente posto verso la parte più interna della camera idraulica ed un secondo foro di compensazione/entrata per garantire sempre un corretto riempimento, da dove si ha la comunicazione con il serbatoio liquido freno e che si trova verso la parte più esterna della camera idraulica e che viene messo in comunicazione con questa solo quando il pistoncino della pompa è nella situazione di riposo.
Il pistoncino della pompa viene messo in comunicazione con il comando freno tramite diversi sistemi a seconda delle situazioni/usi.

## Funzionamento

Sezione di una pompa freno motociclistica

La particolare struttura della pompa freno permette un funzionamento semplice della stessa, la quale partendo dalla situazione di riposo, si ha il pistoncino che inizialmente ha una corsa a vuoto fino a che non va a coprire il foro di compensazione, una volta superato il foro di compensazione inizia la compressione del liquido, che viene espulso dal foro di mandata/uscita e inviato alla pinza freno.

## Classificazione

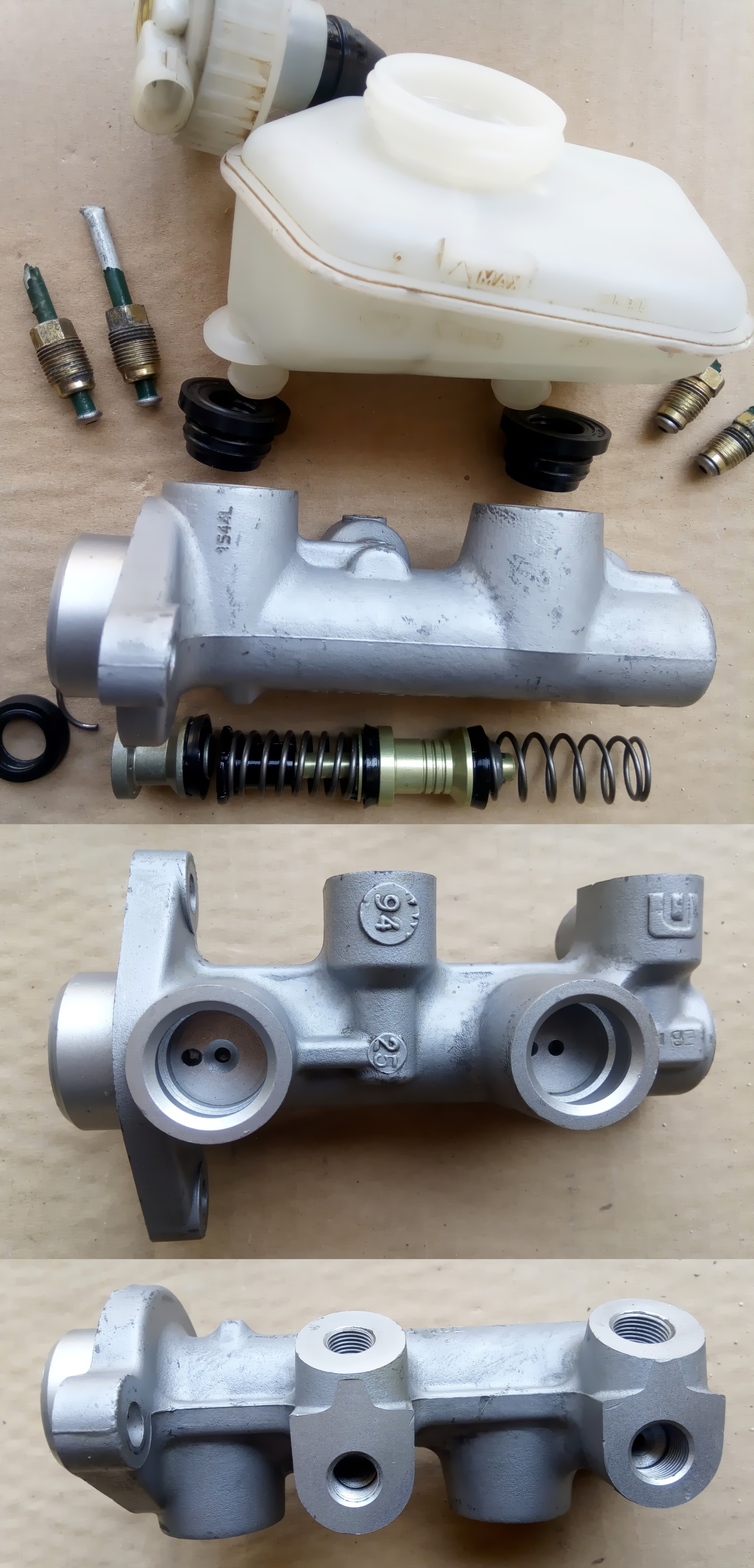
Pompa freno d'automobile a doppio corpo per circuiti suddivisi diagonalmente

Queste pompe si distinguono soprattutto in ambito motociclistico in diversi tipi per la loro disposizione:
- Assiali, sono la tipologia di pompe più utilizzate ed economiche, il loro nome deriva dal fatto che il pistoncino che muove il liquido dei freni compie un percorso rettilineo, parallelo al manubrio o semimanubrio.[1]
- Semiradiali si caratterizzano per essere caratterizzate da un pompante posto a 45° rispetto al manubrio o semimanubrio (quindi è una via dei mezzo tra le assiali e le radiali), queste pompe sono caratterizzate per il loro ridotto ingombro sia orizzontale che verticale.[2][3]
- Radiali, anche se il nome risulta poco appropriato dato che comunque il pistoncino ha un movimento lineare e non radiale rispetto al fulcro di rotazione della leva, queste pompe freno sono più costose e utilizzate prevalentemente per uso sportivo, le quali si differenziano dalle precedenti solo per la diversa disposizione dell'elemento pompante, il quale non è parallelo al manubrio o semimanubrio, ma perpendicolare ad esso. Gli ingombri di dette pompe sono minori in senso orizzontale, ma superiori in senso verticale e limitano i movimenti dello sterzo delle motociclette dotate di carenatura e semimanubri.[4]

Inoltre le pompe freno possono essere:
- Semplice, sono i modelli più semplici e generalmente si trovano a governare un solo asse
- Doppio corpo, hanno unico corpo, ma la struttura interna ed esterna corrisponde a quella di due pompe in serie, questa tipologia viene utilizzata prevalentemente per governare due assi.

## Azione
Inoltre si differenziano anche per l'azionamento del pompante:
- Compressione questo è l'azionamento classico, dove il pompante della pompa freno, viene spinto
- Trazione quest'azionamento, prevede di dover tirare il pompante

## Produzione
Le pompe freno possono essere prodotte per:
- Fusione, realizzazione classica.
- Pressocolata,
- Dal pieno, si utilizza un blocco metallico da lavorare non solo internamente dove scorre il pompante, ma anche esternamente.

## Regolazioni
Alcuni modelli di pompe freno (in particolar modo motociclistiche) permettono delle regolazioni per meglio adattarsi alle esigenze di guida:
- Distanza leva-manopola permette di regolare la distanza della leva alla manopola per garantire il miglior uso a seconda della dimensione della mano
- Interasse permette di regolare il rapporto di leva e di conseguenza il fluido spostato, permettendo l'adattamento a pinze freno differenti e sensazioni alla leva/pedale diverse
- Corsa a vuoto regolando la corsa a vuoto si modifica la prontezza della frenata